# Francesco Ragonesi
Francesco Ragonesi (ur. 21 grudnia 1850 w Bagnaia, zm. 14 września 1931 w Poggio a Caiano) – włoski kardynał, prefekt Najwyższego Trybunału Sygnatury Apostolskiej w latach 1926–1931.

## Życiorys
Kształcił się w seminariach w Viterbo i Rzymie. Na Ateneum "S. Apolinare" uzyskał doktoraty z filozofii, teologii i utroque iure. Po święceniach kapłańskich pracował duszpastersko w rodzinnej diecezji Viterbo m.in. będąc przez 25 lat profesorem historii i Pisma Świętego w seminarium diecezjalnym. W latach 1885–1904 był archidiakonem katedry, wikariuszem kapitulnym i wikariuszem generalnym diecezji. W roku 1889 obdarzony godnością prałata. 7 września 1904 mianowany delegatem apostolskim i nadzwyczajnym wysłannikiem do Kolumbii. W czasie podróży był świadkiem otwarcia Kanału Panamskiego.
Z funkcją delegata wiązała się również godność biskupia. Nominację otrzymał 16 września 1904. Otrzymał arcybiskupią stolicę tytularną Mira. Sakry udzielił mu kardynał Rafael Merry del Val. W latach 1913–1921 nuncjusz w Hiszpanii. W tym okresie konsekrował dwóch przyszłych kardynałów hiszpańskich: Enrique Pla y Deniel i Enrique Reig y Casanova. Na konsystorzu z 1921 roku kreowany kardynałem prezbiterem. Brał udział w konklawe 1922. Od 1926 do śmierci był prefektem Sygnatury Apostolskiej. W latach 1928–1929 kamerling Świętego Kolegium Kardynałów.